# Rozala Italská
Rozala/Zuzana Italská († 7. února 1003) byla flanderská hraběnka a krátce také francouzská královna.

## Život
Rozala byla dcera italského krále Berengara II. a Willy, dcery markraběte Bosa Toskánského. Roku 968 se provdala za flanderského hraběte Arnulfa II., se kterým měla tři děti. Manžel zemřel po téměř dvacetiletém manželství v roce 987.
Zálusk na vdovin nemalý majetek, v podobě panství Montreuil a Ponthieu, dostal francouzský král Hugo, který Rozalu roku 988 v Melunu provdal za svého šestnáctiletého syna Roberta II. Téměř dvakrát tak stará Rozala po sňatku přijala jméno Zuzana. Manželství s o 15 let mladším mužem jí však přineslo jen trápení. Po třech letech neplodného svazku ji mladý král zapudil a neobtěžoval se vrátit Montreuil. Rozala poté strávila zbytek života ve Flandrech a byla pochována v opatství Saint-Pierre-au-Mont-Blandin v Gentu.